# Norbert Lilien
Norbert Lilien (ur. 1869 we Lwowie, zm. 1940 tamże) – lekarz chorób dziecięcych. Polski artysta fotograf. Członek rzeczywisty i członek Zarządu Lwowskiego Towarzystwa Fotograficznego.

## Życiorys
Był członkiem Synagogi Postępowej we Lwowie. Podczas okupacji rosyjskiej Lwowa w okresie I wojny światowej był członkiem kierowanego przez Jakuba Diamanda i Bernarda Hausnera lwowskiego Komitetu Pomocy Żydom poszkodowanym przez wojnę. 
Norbert Lilien związany z lwowskim środowiskiem fotograficznym – mieszkał, pracował, tworzył we Lwowie. Był uczniem Henryka Mikolascha i Józefa Świtkowskiego. Miejsce szczególne w jego twórczości zajmowała fotografia dokumentalna, fotografia krajobrazowa, fotografia pejzażowa, fotografia portretowa – w dużej części tworzona przy zastosowaniu szlachetnych technik fotograficznych (brom, pigment, guma). W 1903 roku został członkiem pierwszego Zarządu (bibliotekarzem) nowo powstałego Lwowskiego Towarzystwa Fotograficznego. 
Norbert Lilien aktywnie uczestniczył w pracach Lwowskiego Towarzystwa Fotograficznego. Był aktywnym uczestnikiem wielu wystaw fotograficznych (m.in. Dorocznych Ogólnopolskich Wystaw Fotografii Artystycznej 1903–1927). Jego fotografie były wielokrotnie wyróżnione (m.in. listem pochwalnym na I Dorocznej Ogólnopolskiej Wystawie Fotografii Artystycznej, w 1903 roku oraz brązowym medalem na I Słowiańskiej Wystawie Fotografii w Wieliczce, w 1903 roku).

## Rodzina
Pochodził z zasymilowanej rodziny żydowskiej, miał dwóch braci: Adolfa i Edwarda. Ożenił się z Joanną z domu Braun, z którą miał dwie córki – Olgę Lilien, ur. 1903, zm. 1996 (późniejsza lekarz pediatra) oraz Helenę. Po przedwczesnej śmierci Joanny Lilien z domu Braun – Nirbert Lilien ożenił się ponownie z wdową po swoim zmarłym bracie.